# إسلام البحيري
إسلام إبراهيم بحيري هلال (5 أبريل 1974م -) كاتب وباحث ومفكر مصري. متَّهم بازدراء الإسلام.
حاصل على ماجستير في «طرائق التعامل مع التراث» من جامعة ويلز بالمملكة المتحدة، كان يعمل بمؤسسة اليوم السابع، وهو كذلك مقدِّم برنامج «مع إسلام البحيري» على قناة القاهرة والناس الفضائية، وقد أثار جدلاً كبيراً في الأوساط الدينية والثقافية.

## وقف البرنامج ومحاكمته
انتقدهُ الأزهر الشريف، وأوقف برنامجه (مع إسلام) على قناة القاهرة والناس وذلك لاتهامه بازدراء الدين الإسلامي (حيث وجه إليه إنذار بوقف البرنامج).
في نهاية شهر مايو سنة 2015 أدانته محكمة مصرية بتهمة ازدراء الأديان وقضت عليهِ بالسجن لمدة 5 سنوات مع الشغل والنفاذ. وفي شهر ديسمبر من العام ذاته قررت المحكمة تخفيف الحكم عليهِ إلى السجن لمدة سنة واحدة. وأصدر الرئيس عبد الفتاح السيسي عفوًا رئاسيًّا في نوفمبر 2016 شمل إسلام البحيري.
ألقت الأجهزة الأمنية المصرية، يوم 24 سبتمبر 2024، القبض على إسلام بحيري داخل فيلا في كمبوند "بيفرلي هيلز"، تنفيذاً لحكم قضائي صدر ضده مساء اليوم السابق، يقضي بتأييد حبسه لمدة ثلاث سنوات مع غرامة قدرها 20 ألف جنيه، بتهمة إصدار شيكات من دون رصيد. وقد رفضت المحكمة الاستئناف الذي قدّمه بحيري على حكم أول درجة.